# Шередега, Иван Самсонович
Иван Самсонович Шередега (30 апреля 1904, Зеньков, Полтавская губерния, Российская империя — 12 мая 1977, Москва, РСФСР, СССР) — советский государственный и военный деятель, генерал-лейтенант НКВД СССР (затем МВД СССР), 4-й командующий внутренними войсками НКВД СССР.

## Биография
Родился 30 апреля 1904 года в городе Зенькове Полтавской губернии в семье плотника. В 1920 году окончил городское высшее начальное училище.
Работал на плантациях сахарного завода, затем был делопроизводителем отдела труда в уездном исполкоме Зенькова. С весны 1922 года — секретарь сельского комитета безземельных крестьян в селе Шиловка (Зеньковский район).
С марта 1923 года был подручным плотника, чернорабочим. Зимой 1925 года переехал в Харьков, где работал плотником на машиностроительном заводе «Серп и молот»
В РККА с 1925 года. С 7 сентября 1925 года по 1 сентября 1928 года был курсантом Школы красных старшин Красной Армии. Член ВКП(б) с 1929 года.
С сентября 1928 года начал службу в войсках ОГПУ, был командиром взвода, затем командиром роты учебного батальона, с 1931 года был командиром учебной маневренной группы, с 11 января 1932 года был инструктором подготовки учебного батальона, 1 января 1934 года назначен на должность командира стрелкового дивизиона.
С 1 мая 1935 года начал учёбу в Военной академии имени М. В. Фрунзе, в ноябре 1938 года окончил её. Капитан (14.03.1936).
С ноября по декабрь 1938 года — начальник школы 1-го отдела по охране Правительства Главного управления государственной безопасности НКВД СССР (ГУГБ НКВД СССР).
С 29 декабря 1938 года по 27 марта 1939 года был помощником начальника следственной части НКВД СССР.
С марта по апрель 1939 года — начальник Управления НКВД СССР по Уссурийской области. С 15 июля 1941 года — генерал-майор.
С 20 апреля 1939 года по 19 ноября 1941 года — начальник Мобилизационного отдела НКВД. С 24 сентября по 25 октября 1941 года — начальник 3-го специального отдела НКВД, затем — командир 2-й мотострелковой дивизии особого назначения оперативных войск НКВД (до 3 января 1942 года).
С 4 января 1942 года по 28 октября 1944 года — 4-й начальник Главного управления внутренних войск НКВД СССР. С 8 апреля 1944 года — генерал-лейтенант.
С 28 ноября 1944 года занимал должность исполняющего обязанности начальника Высшей офицерской школы НКВД, с 20 января 1945 года — её начальник.
С 7 декабря 1946 года работал в Военном институте МВД СССР, был начальником курса.
14 февраля 1947 года назначен на должность начальника Управления МВД СССР по Сахалинской области.
С 19 ноября 1953 года по 27 июля 1959 года — начальник Главного управления местной ПВО МВД СССР.
С 19 июня 1954 года — член коллегии МВД СССР.
27 июля 1959 года уволен из МВД СССР.
Умер в мае 1977 года в Москве.

## Семья
Жена- Шередега, Александра Ивановна.
Сын - Юрий Иванович Шередега
Сын — Виктор Иванович Шередега (1.01.1943—19.02.2019), — архитектор.
Дочь - Тамара Ивановна Трифонова - редактор

## Воинские и специальные звания
- майор (1938)
- майор государственной безопасности (25.02.1939)
- комбриг (23.04.1939)
- генерал-майор (15.07.1941 постановление СНК 1865)
- генерал-лейтенант (8.04.1944)

## Награды
- Орден Ленина (21.02.1945)
- Два ордена Красного Знамени (4.04.1943, 10.12.1945)
- Орден Суворова II степени (8.03.1944)
- Орден Кутузова II степени (21.09.1945)
- Орден Отечественной войны I степени (7.07.1944)
- Орден Красной Звезды (26.04.1942)
- Орден «Знак Почёта» (27.04.1940)
- медали
- Нагрудный знак «Заслуженный работник НКВД» (1944)